# Srpska liga 1942-1943
Il Srpska liga u fudbalu 1942./43., in cirillico Српска лига у фудбалу 1942./43., (it. "Campionato serbo di calcio 1942-43") fu la settima edizione del campionato calcistico dalla Serbia.
Fu la seconda edizione nello Stato fantoccio della Germania nazista, affidato da Hitler al generale Milan Nedić.
Questo campionato compare anche nell'elenco dei campionati di calcio non ufficiali della Serbia. Le prime 3 edizioni sono state disputate dal 1920 al 1922 ed erano organizzate dalla sottofederazione di Belgrado.
Il vincitore del torneo fu il BSK Belgrado, al suo quinto titolo di campione della Serbia.

## Squadre partecipanti
| Squadra      | Sede     | Stagione 1941-42 | Stagione 1941-42 |
| Squadra      | Sede     | Pos.             | Divisione        |
| ------------ | -------- | ---------------- | ---------------- |
| SK 1913      | Belgrado | 1º               | Srpska liga      |
| BSK          | Belgrado | 2º               | Srpska liga      |
| FK Vitez     | Zemun    | 3º               | Srpska liga      |
| FK Mitić     | Belgrado | 4°               | Srpska liga      |
| Čukarički SK | Belgrado | 5°               | Srpska liga      |
| BASK         | Belgrado | 6º               | Srpska liga      |
| FK Obilić    | Belgrado | 7°               | Srpska liga      |
| FK Sloga     | Belgrado | 8°               | Srpska liga      |
| SK Jedinstvo | Belgrado | 9º               | Srpska liga      |
| FK Balkan    | Mirijevo | 10º              | Srpska liga      |

## Classifica
|                            | Pos. | Squadra            | Pt | G  | V  | N | P  | GF | GS | QR    |
| -------------------------- | ---- | ------------------ | -- | -- | -- | - | -- | -- | -- | ----- |
|                            | 1.   | BSK Belgrado       | 31 | 18 | 14 | 3 | 1  | 96 | 10 | 9,600 |
|                            | 2.   | SK 1913            | 27 | 17 | 12 | 3 | 2  | 69 | 13 | 5,308 |
|                            | 3.   | Obilić             | 23 | 18 | 10 | 3 | 5  | 29 | 36 | 0,806 |
|                            | 4.   | Čukarički          | 20 | 18 | 8  | 4 | 6  | 39 | 29 | 1,345 |
|                            | 5.   | Vitez Zemun        | 20 | 18 | 9  | 2 | 7  | 33 | 35 | 0,943 |
|                            | 6.   | Jedinstvo Belgrado | 15 | 18 | 6  | 3 | 9  | 30 | 41 | 0,732 |
|                            | 7.   | Sloga Belgrado     | 15 | 17 | 5  | 5 | 7  | 26 | 37 | 0,703 |
|                            | 8.   | Balkan Mirijevo    | 13 | 18 | 6  | 1 | 11 | 16 | 72 | 0,222 |
|                            | 9.   | BASK Belgrado      | 10 | 18 | 5  | 0 | 13 | 23 | 46 | 0,500 |
|                            | 10.  | Mitić Belgrado     | 4  | 18 | 1  | 2 | 15 | 13 | 55 | 0,236 |
| Fonte: claudionicoletti.eu |      |                    |    |    |    |   |    |    |    |       |

Legenda:
      Campione di Serbia.
      Retrocessa.
Note:
Due punti a vittoria, uno a pareggio, zero a sconfitta.